# Vinerea viitoare
Vinerea viitoare (titlu original:  Next Friday) este un film american de comedie din 2000 regizat de Steve Carr. Rolurile principale au fost interpretate de actorii Ice Cube, Mike Epps, Don "D.C." Curry, John Witherspoon și Tommy "Tiny" Lister Jr. Este prima continuare a filmului Vineri din 1995, fiind urmat de Vineri, în ajun de Crăciun din 2002.

## Prezentare
După lupta dintre Craig (Ice Cube) și bătăușul  cartierului, Deebo (Lister, Jr.),  s-a răspândit zvonul ca Deebo a ieșit din închisoare și că îl va căuta pe Craig. Ca măsură de precauție, tatăl lui Craig, Willie Jones (Witherspoon), decide ca Craig să stea cu Elroy (Don Curry), unchiul lui Craig, și cu vărul său Day-Day (Epps). Cu toate acestea, înainte de a pleca, Deebo apare pentru a-și lua revanșa. Fratele său mai mic, Tyrone (Sticky Fingaz), încearcă să-l intimideze, dar Craig îi spune lui Willie să plece mai repede cu autovehiculul. Inițial, viața în Rancho Cucamonga pare a fi perfectă, dar curând apar diverse probleme.
Fosta prietenă a lui Day-Day, D'Wana (Tamala Jones), acum gravidă este supărată pe acesta deoarece a părăsit-o și pretinde că el este tatăl copilului, lucru negat de acesta. Ea îi strică autovehiculul, îi dă cu un spray cu piper în ochi și îl amenință că se va întoarce cu sora ei mai "mică" Baby D (Lady of Rage). În ciuda faptului că familia sa a câștiga la loterie, Day-Day îl informează pe Craig că familia sa nu a devenit mai bogată. După ce au plătit taxele pe câștigurile lor, tot ce le-a rămas este casa familiei și BMW-ul lui Day-Day. Din cauza aceasta, Day-Day are încă un loc de muncă la magazinul de muzică din localitate, magazin  deținut de Pinky.

## Distribuție
| - Ice Cube — Craig Jones - Mike Epps — Day-Day Jones - Justin Pierce — Roach - John Witherspoon — Mr. Jones - Don "D.C." Curry — Uncle Elroy - Jacob Vargas — Joker - Amy Hill — Mrs. Ho-Kym - Clifton Powell — Pinky - Kym Whitley — Auntie Suga - Tamala Jones — D'Wana - Robyn "Lady of Rage" Allen — Baby D - Lisa Rodríguez — Karla - Tommy Lister Jr. — Deebo - Sticky Fingaz — Tyrone - Lobo Sebastian — Lil' Joker - Calvin Chan — Baby Joker - Michael Blackson — Angry African Customer Apariții cameo: - Ronn Riser — Stanley - Michael Rapaport — Mailman |

## Primire
Filmul a avut recenzii negative, având un rating de 20% pe site-ul Rotten Tomatoes, iar pe Metacritic  un scor de 41 pe baza a 25 de recenzii. Cu toate acestea, filmul a fost un succes la box office. Next Friday a avut încasări de 14.465.156$ în 1013 cinematografe în săptămâna premierei, cu o medie de  13.114$ per cinematograf. Filmul a avut încasări de 57.328.603 $ în  America de Nord și de 2.498.725 $ în restul lumii, având un total la  box office de 59.827.328 $ în întreaga lume.

### Premii și nominalizări
2000 MTV Movie Awards
- Best Comedic Performance — Ice Cube (nominalizare)